# Bernd Müller (General)

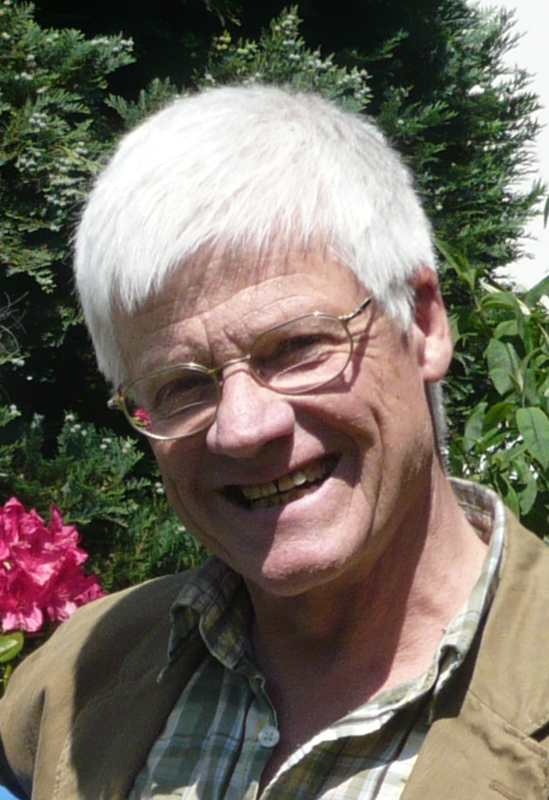
Bernd Müller 2013

Bernd Hans Richard Müller (* 1944 in Freiburg im Breisgau) ist ein ehemaliger Brigadegeneral des Heeres im Ruhestand. Er arbeitet als Historiker in Oldenburg (Oldenburg).

## Leben
Bernd Müller besuchte das humanistische Gymnasium in Freiburg und schloss 1963 mit dem Abitur ab. Er trat danach bei der Bundeswehr in den Dienst beim Panzergrenadierbataillon 242 in Füssen ein und absolvierte 1965–1966 den Offizierlehrgang an der Heeresoffizierschule III in München. Er durchlief die Verwendungen als Zugführer in der Ausbildungskompanie, dem Panzermörserzug und dem Fernmeldezug im Lehrbataillon der Heeresoffizierschule II in Hamburg. Von 1971 bis 1975 war er Chef einer Kampfkompanie dieses Bataillons und wurde zum Hauptmann befördert.
Müller absolvierte von 1975 bis 1977 den 18. Generalstabslehrgang Heer an der Führungsakademie der Bundeswehr in Hamburg, wo er zum Offizier im Generalstabsdienst ausgebildet wurde und wurde anschließend als Generalstabsoffizier für Logistik in der Luftlandebrigade 27 in Lippstadt verwendet. 1979–1982 war er als Officer Generalstaff Intelligence im Stab der Armeegruppe Nord / Central Europe eingesetzt. Von 1982 bis 1984 führte er als Oberstleutnant das Panzergrenadierbataillon 173 in Hamburg-Rahlstedt und leitete danach einen Hörsaal in der Generalstabsausbildung des Heeres an der Führungsakademie in Hamburg. 1986–1987 war er als Referent für Sicherheitspolitik im Bundeskanzleramt in Bonn tätig, 1987–1990 leitete er als Oberst die Vorbereitungen für den Aufbau der Bundessicherheitsakademie in Bad Godesberg. Drei Jahre war er der Heeresattaché an der Deutschen Botschaft in Washington/DC, USA, und wurde hierauf kurz als Referatsleiter des Zentralreferats im Führungsstab des Heeres in Bonn verwendet. Fünf Jahre lang führte Brigadegeneral Müller die Luftlandebrigade 31 in Oldenburg; in dieser Zeit war er 1997 für ein halbes Jahr als Kommandeur des Brigade Centre in Bosnien eingesetzt. 1999 diente er als Stellvertretender Kommandeur der Division Spezielle Operationen in Regensburg, Dezember 2001 bis März 2002 war als Leiter des Deutschen Verbindungsstabes zum Hauptquartier US Central Command in Tampa (Florida) eingesetzt. Am 31. März 2003 wurde er zur Ruhe gesetzt.
Müller nahm im Anschluss ein reguläres Studium der Geschichte und der Politikwissenschaft an der Carl von Ossietzky Universität Oldenburg auf und schloss dieses 2008 mit dem Magistergrad ab. 2011 wurde er dort zum Dr. phil. in Geschichte promoviert. Er arbeitet als Historiker in Oldenburg und ist Lehrbeauftragter am Institut für Geschichte der Universität Oldenburg (Osteuropa, Oldenburgische und Holsteiner Landesgeschichte). Er ist Mitglied der Historischen Kommission für Niedersachsen und Bremen e.V.
Bernd Müller ist verheiratet und hat zwei Töchter.

## Trivia
- Müller trug wegen seines forschen Auftretens den Spitznamen Kongo-Müller in Anlehnung an den Söldner Siegfried Müller.[2][3]

## Veröffentlichungen
- Die Außenpolitik Peter Friedrich Ludwigs von Holstein-Oldenburg. Außenpolitisches Handeln, Argumentationen und Ordnungsvorstellungen eines mindermächtigen Fürsten vom Alten Reich bis zum Deutschen Bund 1785–1829, Isensee-Verlag Oldenburg 2011, ISBN 978-3-89995-784-6.
- Peter Friedrich Ludwig und sein russisches Haus, in: Jahrbuch für Heimatkunde, Eutin 2012 (46), S. 74–98.
- Peter Friedrich Ludwig von Holstein-Oldenburg und sein russisches Haus, Verlag Lumpeter & Lasel, Eutin 2013, ISSN 1866-2730.
- Herzog Peter Friedrich Ludwig von Holstein-Oldenburg (1755-1829): Die außenpolitischen Instruktionen, Denkschriften und Testamente. Kommentierte Edition, Isensee-Verlag, Oldenburg 2014, ISBN 978-3-7308-1069-9.
- Die frühen Jahre von Herzog Peter Friedrich Ludwig von Holstein-Oldenburg 1755-1785, Isensee-Verlag Oldenburg 2016, ISBN 978-3-7308-1281-5.
- Oldenburg und der Reichsdeputationshauptschluss 1803. Die Auseinandersetzungen zwischen Russland, Frankreich und Herzog Peter Friedrich Ludwig von Holstein-Oldenburg um die Besitzungen des Hauses Holstein-Gottorp jüngere Linie, in: Oldenburger Jahrbuch 2016, Isensee-Verlag Oldenburg, ISBN 978-3-7308-1302-7.
- Erbprinz Paul Friedrich August von Holstein-Oldenburg in Russland 1811–1816. Exil und Aufhebung der Leibeigenschaft in Estland, Isensee-Verlag, Oldenburg 2017, ISBN 978-3-7308-1343-0.
- Herzog und Fürstbischof Friedrich August von Holstein-Gottorp (1711–1785). Eine biographische Studie (Eutiner Forschungen Band 14), Eutin 2018. ISBN 978-3-939643-20-3.
- Internationale Zusammenhänge zwischen dem polnischen Januaraufstand und dem deutsch-dänischen Konflikt 1863/64, in: Zeitschrift der Gesellschaft für Schleswig-Holsteinische Geschichte, Bd. 143/144 (2018/2019), S. 49–63. ISBN 978-3-7868-5603-0.
- Oldenburg und der Durchzug des Braunschweiger Schwarzen Korps durch das Herzogtum Oldenburg 1809, in: Oldenburger Jahrbuch 119 (2019), S. 31–46. ISBN 978-3-7308-1573-1.
- Herzog Peter Friedrich Ludwig von Holstein-Oldenburg und seine Beziehungen zu Russland, in: Anna Heinze, Stefan Lehr (Hrsg.): Die Vier Unvergesslichen. Das russische Zarenhaus und der Oldenburger Hof in der Zeit von Lavater und Tischbein (Schriften des BKGE Bd. 79), Oldenburg 2020. ISBN 978-3-11-070749-6.
- Friedrich Levin Graf von Holmer (1741–1806). Minister zweier Herzöge von Holstein-Gottorp-Oldenburg. Eine biographische Studie (Oldenburger Forschungen Neue Folge Band 36), Oldenburg 2021, ISBN 978-3-7308-1785-8.
- Die Neuordnung des Armenwesens im Herzogtum Oldenburg 1786, in: Oldenburger Jahrbuch 2021 (121), S. 87–102. ISBN 978-3-7308-1845-9
- Der Elsflether Weserzoll in der Franzosenzeit 1811 bis 1813, in: Oldenburger Jahrbuch 2022 (122), S. 63–75. ISBN 978-3-7308-1979-1
- Der Dirigierende Minister und Oberlanddrost Friedrich Levin Graf von Holmer unter den Herzögen Friedrich August und Peter Friedrich Ludwig von Holstein-Gottorp 1774–1806, in: Oliver Auge, Anke Scharrenberg (Hrsg.): Die Diener der Fürstbischöfe. Der Eutiner Hof im 17. und 18. Jahrhundert, Kiel / Hamburg 2003, S. 147–156. ISBN 978-3-529-06543-9
- Tod, Überführung und Beisetzung von Herzog Peter Friedrich Ludwig von Oldenburg 1829, in: Oldenburger Jahrbuch 2023, S. 51–66. ISBN 978-3-7308-2064-3
- Der oldenburgische Lastenausgleich 1814 bis 1822, in: Oldenburger Jahrbuch 2024, S. 9–36. ISBN 978-3-7308-2179-4
- Der Anspruch Großherzog Nikolaus Friedrich Peters von Oldenburg auf die Herzogtümer Schleswig und Holstein 1860 bis 1866 und die Vergrößerung des Fürstentums Lübeck 1867, in: Zeitschrift der Gesellschaft für Schleswig-Holsteinische Geschichte, Bd. 150 (2025), S. 107–140. ISBN 978-3-7868-5609-2